# Endasys euryops
Endasys euryops är en stekelart som beskrevs av Luhman 1990. Endasys euryops ingår i släktet Endasys och familjen brokparasitsteklar. Inga underarter finns listade i Catalogue of Life.